# Деванагари (шрифт Брайля)
Для языков, использующих письмо деванагари, в частности стандартного хинди, маратхи и непальского, распространённых в Индии и Непале, используется специальный вариант шрифта Брайля. Этот вариант шрифта Брайля является частью семейства шрифтов Брайля, известных как бхарати Брайля. Существуют некоторые различия между вариантами шрифта Брайля для деванагари, используемых в Индии и Непале.

## Система записи
Система записи деванагари шрифтом Брайля носит в основном алфавитный характер, но при этом сохраняет особенность индийских абугида, в которых гласный звук а по умолчанию не записывается, если он не стоит в начале слова или перед другим гласным. Например, сочетание क (ka) будет записано шрифтом Брайля как ⠅ (согласный K), а थ (tha) — как ⠹ (TH). Для указания, что согласный не следует за гласной (например, в случаях, когда он следует за другой согласной, или находится в конце слога), используется префикс вирама: ⠈⠅ (∅-К) означает क् k, и ⠈⠹ (∅-TH) означает थ् th. При написании на хинди, вирама обычно опускается в конце слова, согласно правилам орфографии. Тем не менее, в отличие от абугида, в записи деванагари шрифтом Брайля нет диакритических знаков для гласных: гласные буквы, следующие за согласными, пишутся полностью, независимо от их местонахождения в слове. Например, в слове कि ki гласный i обычно редуцируется, но шрифтом Брайля записывается в полной форме: ⠅⠊ (K-I), что эквивалентно написанию ⟨कइ⟩ ки. Таким образом, слово क्लिक klika записывается шрифтом Брайля как ⠈⠅⠇⠊⠅ (∅-K-L-I-K). Некоторое время гласный а, находящийся не в начале слова, записывался шрифтом Брайля лишь в случае, когда за ним следовал другой гласный. Это должно было указывать, что гласный на этом месте существует, поскольку в противном случае следующий гласный должен был читаться как если бы он стоял после согласного. Таким образом, слово कइ kai записывается шрифтом Брайля как ⠅⠁⠊ (K-A-I).
За исключением сочетаний kṣ и jñ, каждое из которых имеет собственную запись шрифтом Брайля, шрифт Брайля для деванагари не содержит обозначений союзов. Вместо союзов используются вирамы. Таким образом, шрифт Брайля для деванагари становится эквивалентным версии Grade-1 английского шрифта Брайля, хотя есть планы расширить его, включив союзы.

## Алфавит
| Буквы        | अ | आ | इ | ई | उ | ऊ | ऎ | ए | ऐ  | ऒ | ओ | औ  |
| ISO          | a | ā | i | ī | u | ū | e | ē | ai | o | ō | au |
| Шрифт Брайля |   |   |   |   |   |   |   |   |    |   |   |    |

| Буквы        | क | ख  | ग | घ  | ङ | च  | छ   | ज | झ  | ञ |
| ISO          | k | kh | g | gh | ṅ | ch | chh | j | jh | ñ |
| Шрифт Брайля |   |    |   |    |   |    |     |   |    |   |

| Буквы        | ट | ठ  | ड | ढ  | ण | त | थ  | द | ध  | न |
| ISO          | ṭ | ṭh | ḍ | ḍh | ṇ | t | th | d | dh | n |
| Шрифт Брайля |   |    |   |    |   |   |    |   |    |   |

| Буквы        | प | फ  | ब | भ  | म | य | र | ल | ळ | व |
| ISO          | p | ph | b | bh | m | y | r | l | ḷ | v |
| Шрифт Брайля |   |    |   |    |   |   |   |   |   |   |

| Буквы        | श | ष | स | ह | क्ष | ज्ञ | ड़ | फ़ | ज़ |
| ISO          | ś | ṣ | s | h | kṣ | jñ | ṛ | f | z |
| Шрифт Брайля |   |   |   |   |    |    |   |   |   |

Не все буквы, используемые в санскрите, используются в непальском языке в Непале.

## Диакритические знаки
| Диакритические знаки (используемые с क) | क्      | क्      | कं        | कं        | कः       | कः       | कँ           | कँ           | कऽ       | कऽ       |
| Диакритические знаки (используемые с क) | Вирама | Вирама | Анусвара | Анусвара | Висарга | Висарга | Чандрабинду | Чандрабинду | Аваграха | Аваграха |
| Шрифт Брайля                            |        |        |          |          |         |         |             |             |          |          |

## Дополнительные знаки
Точка Бхарати ⠐ используется для обозначения силлабических согласных. Длинные силлабические согласные предваряются точкой-6, которая также транскрибируется в висарге.
| Знаки        | ऋ | ऋ | ॠ | ॠ | ऌ | ऌ | ॡ | ॡ | ढ़  | ढ़  |
| ISO          | r̥ | r̥ | r̥̄ | r̥̄ | l̥ | l̥ | l̥̄ | l̥̄ | ṛh | ṛh |
| Шрифт Брайля |   |   |   |   |   |   |   |   |    |    |

Диакритические знаки также используются для обозначения согласных звуков, в написании которых используется точка. Большинство этих согласных звуков введены из персидского языка:
| Знаки        | क़  | ख़  | ग़  | श़ или झ़ |
| ISO          | qa | xa | ġa | ža      |
| Шрифт Брайля |    |    |    | или     |

Из этих правил существуют исключения. Например, फ़ f и ज़ z, которые встречаются как персидских, так и в английских заимствованиях, транскрибируются английским и международным шрифтами Брайля как ⠋ и ⠵ (см. предыдущий раздел), в то время как аллофоны ड़ ṛ и ढ़ ṛh на письме шрифтом Брайля обозначаются ⠻ и производными от этой графемы.
Исключения имеют место и в случаях, когда, согласно решению ЮНЕСКО (2013), шрифты Брайля для хинди и урду имеют расхождения. Так, шрифт Брайля для урду имеет некоторые дополнительные элементы в начертании, которые отсутствуют в алфавите деванагари. В шрифте Брайля для урду обозначения ⠭ и ⠟ принимают свои английские/международные значения x и q, заменяя соответственно ⠐⠅ и ⠐⠨. Кроме того, графема ⠱ jñ используется для записи ح ḥ, а ⠷ (отсутствует в шрифте Брайля для деванагари) используется для записи ع ʿ, которая заменяет अ в письме деванангари для урду, но отсутствует в письме для хинди.

## Пунктуация в непали
Шрифт Брайля, используемый в Непале, имеет некоторые незначительные отличия от версии, используемой для языка непали в Индии. в части знаков препинания. Звездочка в Непале ⠐⠔, отличается от ⠔⠔, используемой в Индии, если это не ошибка копирования в Юнеско (2013). Одиночные кавычки и дополнительные скобки характерны для Непала, но не для Индии.
| Знак         | ‘ … ’ | [ … ] | { … } |
| ------------ | ----- | ----- | ----- |
| Шрифт Брайля |       |       |       |

Имеются также отличия от пунктуации, используемой в Бангладеш.

## Пример текста
Пример записи шрифтом Брайля текста на хинди, фрагмент статьи 1 Всеобщей декларации прав человека:
⠁⠝⠥⠈⠉⠡⠑⠙⠀⠼⠁⠀⠤⠤⠀⠎⠘⠔⠀⠍⠝⠥⠈⠯⠽⠕⠰⠀⠅⠕⠀⠛⠪⠗⠧⠀⠪⠗⠀⠁⠮⠊⠅⠜⠗⠕⠰⠀⠅⠑⠀⠍⠜⠈⠍⠇⠑⠀⠍⠑⠰⠀⠚⠈⠝⠍⠚⠜⠞⠀⠈⠎⠧⠞⠈⠝⠈⠞⠗⠞⠜⠀⠪⠗⠀⠎⠍⠜⠈⠝⠞⠜⠀⠈⠏⠗⠜⠈⠏⠞⠀⠓⠌⠰⠲
⠥⠈⠝⠓⠑⠰⠀⠃⠥⠈⠙⠮⠊⠀⠪⠗⠀⠁⠈⠝⠞⠗⠜⠈⠞⠍⠜⠀⠅⠔⠀⠙⠑⠝⠀⠈⠏⠗⠜⠈⠏⠞⠀⠓⠌⠀⠪⠗⠀⠏⠗⠈⠎⠏⠗⠀⠥⠈⠝⠓⠑⠰⠀⠘⠜⠔⠉⠜⠗⠑⠀⠅⠑⠀⠘⠜⠧⠀⠎⠑⠀⠃⠈⠗⠞⠜⠧⠀⠅⠈⠗⠝⠜⠀⠉⠜⠓⠊⠽⠑⠲⠀
अनुच्छेद 1 — सभी मनुष्यों को गौरव और अधिकारों के मामले में जन्मजात स्वतन्त्रता और समानता प्राप्त हैं।
उन्हें बुद्धि और अन्तरात्मा की देन प्राप्त है और परस्पर उन्हें भाईचारे के भाव से बर्ताव करना चाहिये।
Статья 1. Все люди рождаются свободными и равными в своем достоинстве и правах.
Они наделены разумом и совестью и должны поступать в отношении друг друга в духе братства.